# Pasi Jeut
Pasi Jeut is een bestuurslaag in het regentschap Aceh Barat van de provincie Atjeh, Indonesië. Pasi Jeut telt 271 inwoners (volkstelling 2010).